# Aiguille Verte
De Aiguille Verte is een berg gelegen in het Mont Blancmassief, Frankrijk. De top ligt op 4122 meter en is hierdoor een vierduizender van de Alpen. De top werd voor het eerst succesvol bereikt door Edward Whymper, Christian Almer en Franz Biner op 29 juni 1865.

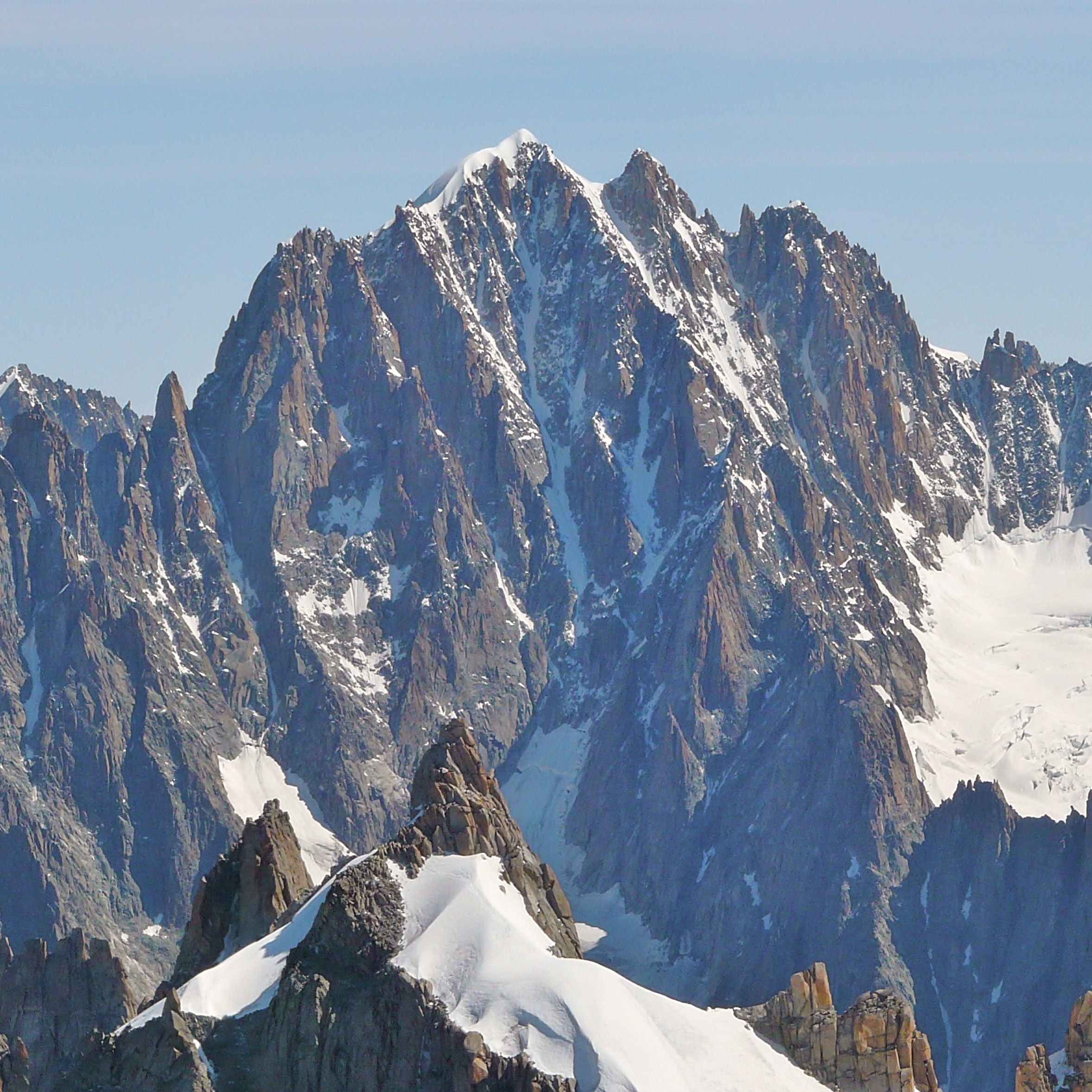
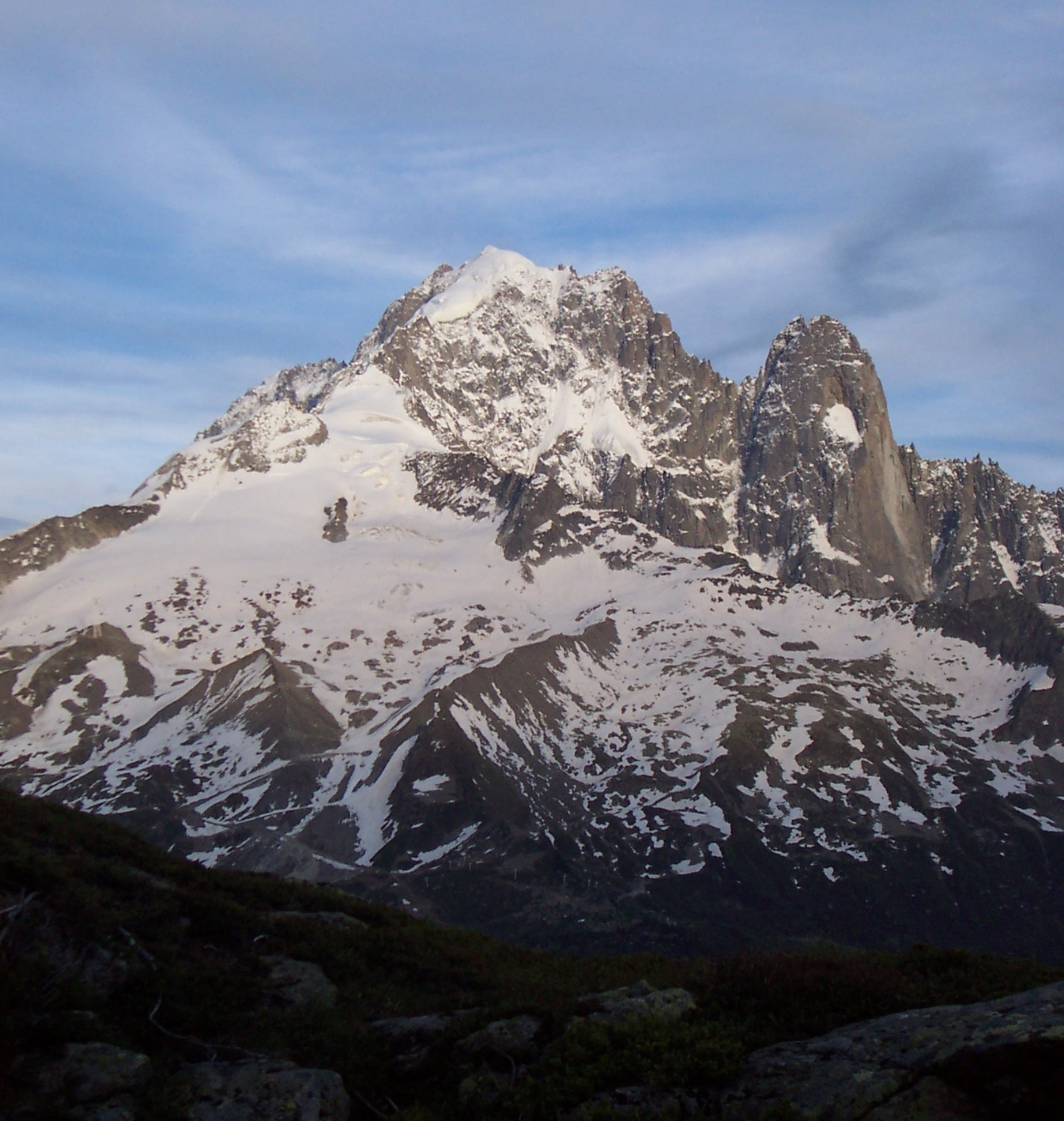
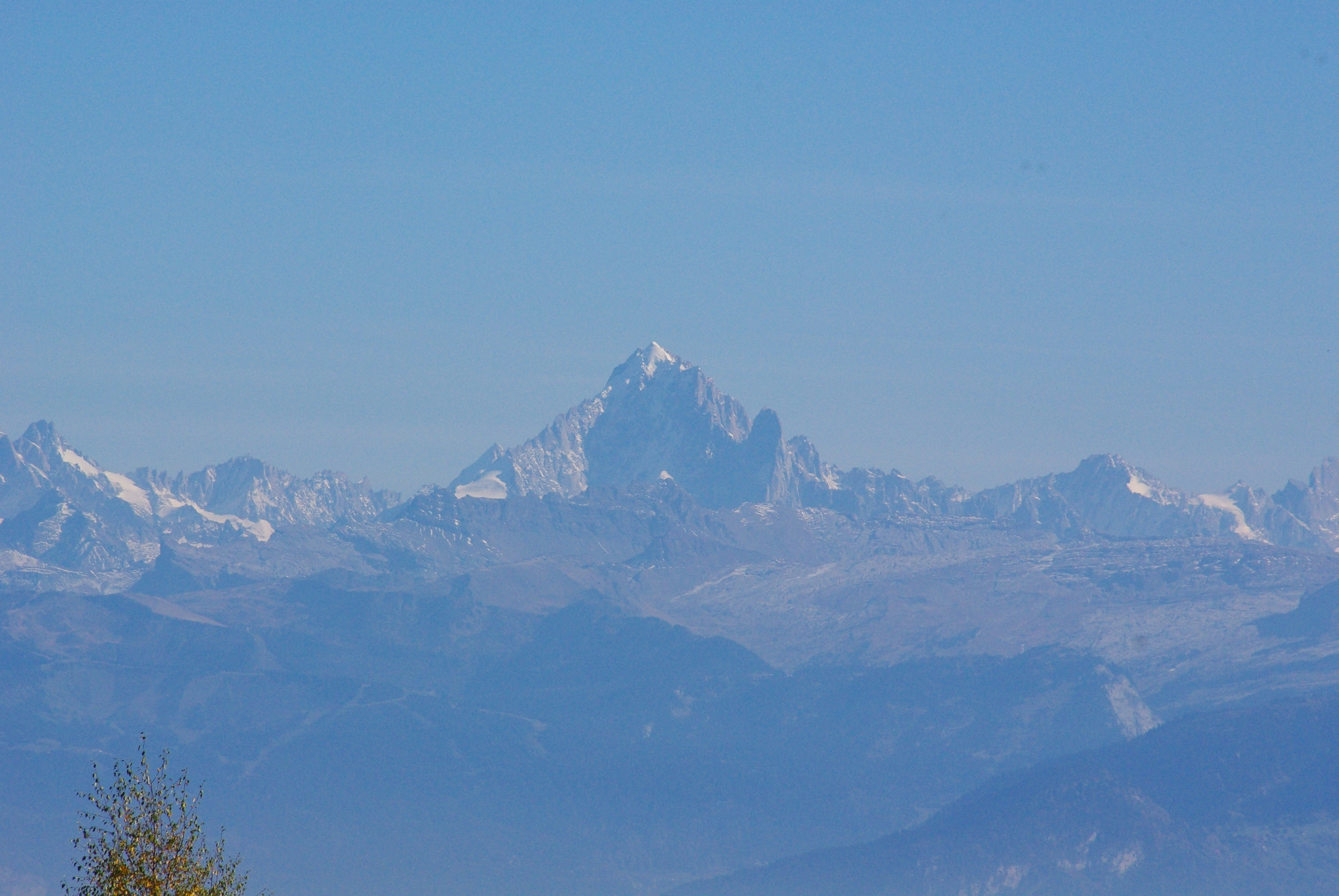